# Dynamenella marginata
Dynamenella marginata là một loài chân đều trong họ Sphaeromatidae. Loài này được Bruce miêu tả khoa học năm 1980.